# Odynerus arizonaensis
Odynerus arizonaensis är en stekelart som beskrevs av Cameron 1908. Odynerus arizonaensis ingår i släktet lergetingar, och familjen Eumenidae. Inga underarter finns listade i Catalogue of Life.